# Budd Doble Comes Back

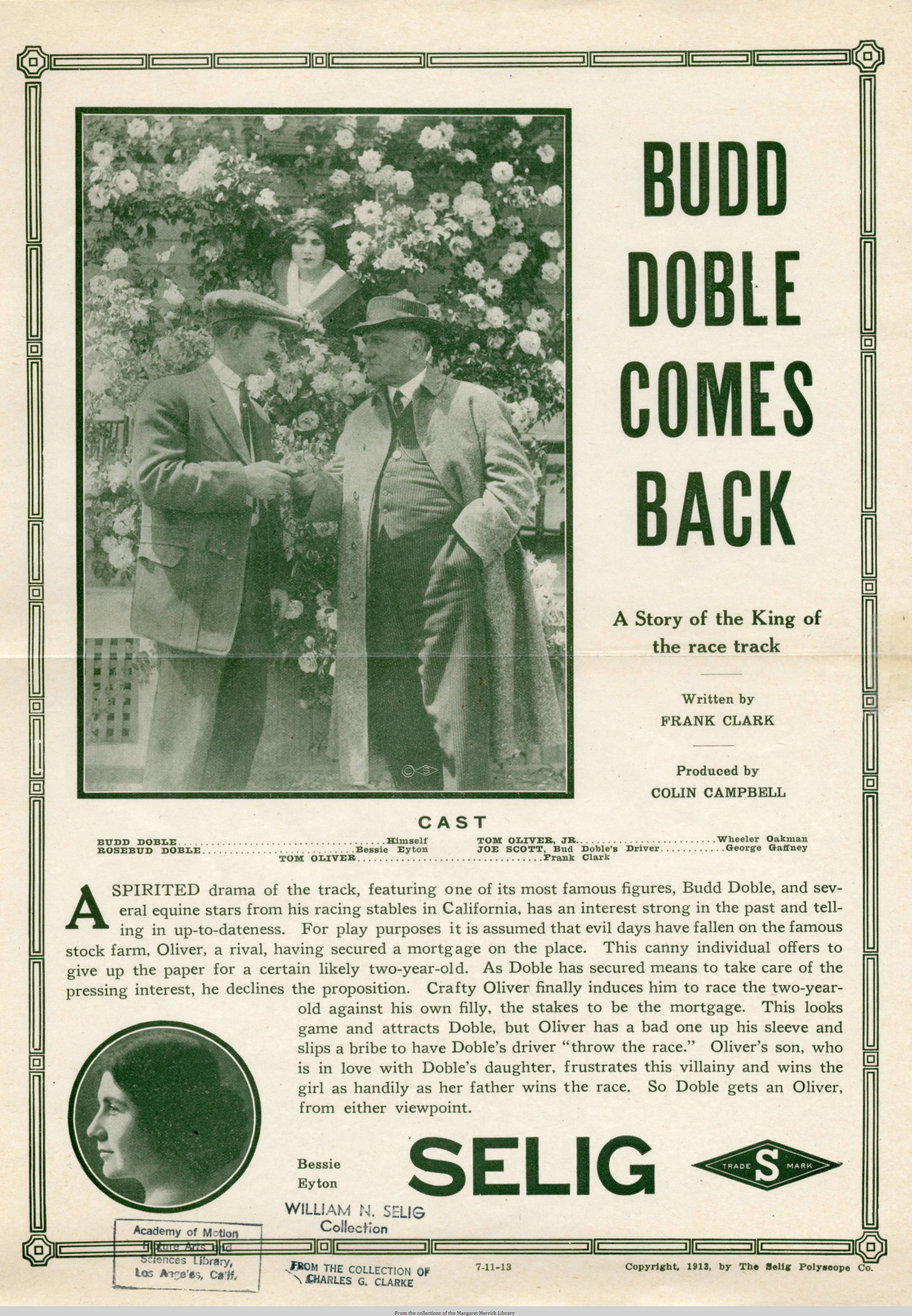
Flyer de Budd Doble Comes Back, 1913

Pour les articles homonymes, voir Budd.
Budd Doble Comes Back est un film muet américain réalisé par Colin Campbell et sorti en 1913.

## Fiche technique
- Réalisation : Colin Campbell
- Scénario : Frank Clark
- Date de sortie : États-Unis : 11 juillet 1913

## Distribution
- Budd Doble : Budd Doble
- Bessie Eyton
- Wheeler Oakman
- George Gaffney
- Frank Clark
- Tom Mix
- Tom Santschi
- Old Blue, le cheval de Tom Mix